# Ламберт Ломбард
Ламберт Ломбард (на нидерландски: Lambert Lombard; Lambert Lombardus) е ренесансов художник, архитект, и хуманист от 16 век. Занимава се също с археология, литература, митология и нумизматика.

## Биография
Роден е през 1505 или 1506 година в Лиеж, Белгия. Изучава изкуство в Антверпен. През 1532 г. става придворен художник и архитект. През 1537 заминава за Рим, където проучва произведенията на италианския ренесанс. В родината си основава първата академия на изкуството северно от Алпите.
Умира през август 1566 година в Лиеж.